# ادیمو
ادیمو یا اکیمو، گونه‌ای اودوگ در دین سومری بودند، که مشابه پرتا در آیین‌های هندوی یا جیانگشین‌ها در افسانه‌های چینی هستند. از آنها به عنوان ارواح کسانی که به درستی دفن نشده‌اند، یاد می‌شود. آنها از زندگان انتقام می‌گرفتند و اگر بعضی از تابوها مانند خوردن گوشت گاو رعایت نمی‌شد، ممکن بود روح آن فرد تسخیر شود. تصور این بود که که این دیوها باعث بیماری می‌شدند و رفتار مجرمانه را در زندگی تحریک می‌کنند، اما گاهی با بازسازی خاکسپاری روحشان آرام می‌شد.

## در دنیای امروز

### بازی‌ها
- اکیماس گونه‌ای از خون‌آشام‌ها در بازی[۱] شکار وحشیانه: ویچر ۳ هستند
- ادیموها هیولاهایی در بازی ویدیویی RuneScape هستند.